# 弗拉蒙
弗拉蒙（法語：Framont，法語發音：[fʁamɔ̃]）是法国上索恩省的一个市镇，属于沃苏勒区。

## 地理
弗拉蒙（47°34'43"N, 5°34'46"E）面积11.73 平方千米，位于法国勃艮第-弗朗什-孔泰大區上索恩省，该省份为法国东部内陆省份，北起顺时针与孚日省、贝尔福地区省、杜省、汝拉省、科多尔省和上马恩省接壤。
与弗拉蒙接壤的市镇（或旧市镇、城区）包括：埃屈埃勒、阿谢、尚普利特、蒙托。

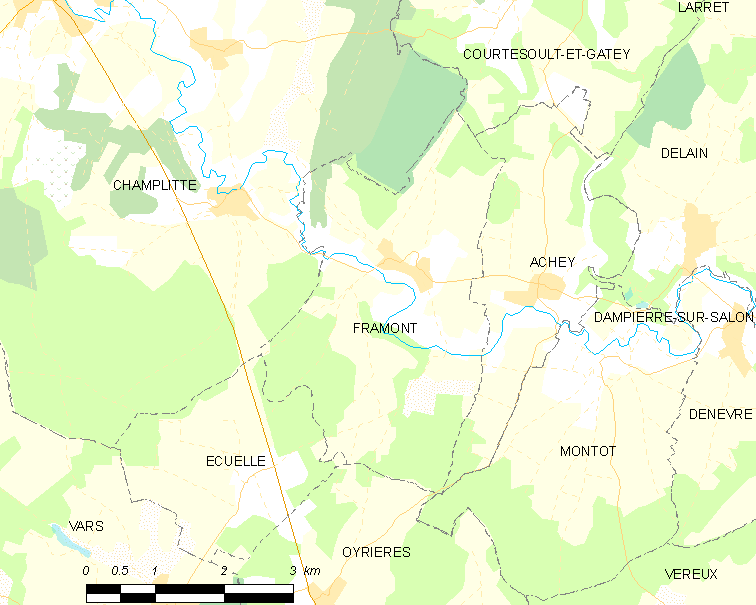
弗拉蒙的OSM定位图

弗拉蒙的时区为UTC+01:00、UTC+02:00（夏令时）。

## 行政
弗拉蒙的邮政编码为70600，INSEE市镇编码为70252。

## 政治
弗拉蒙所属的省级选区为萨隆河畔当皮埃尔县。

## 人口

1962-2008年间弗拉蒙人口变化图示

弗拉蒙于2022年1月1日时的人口数量为181人。